# Zōni

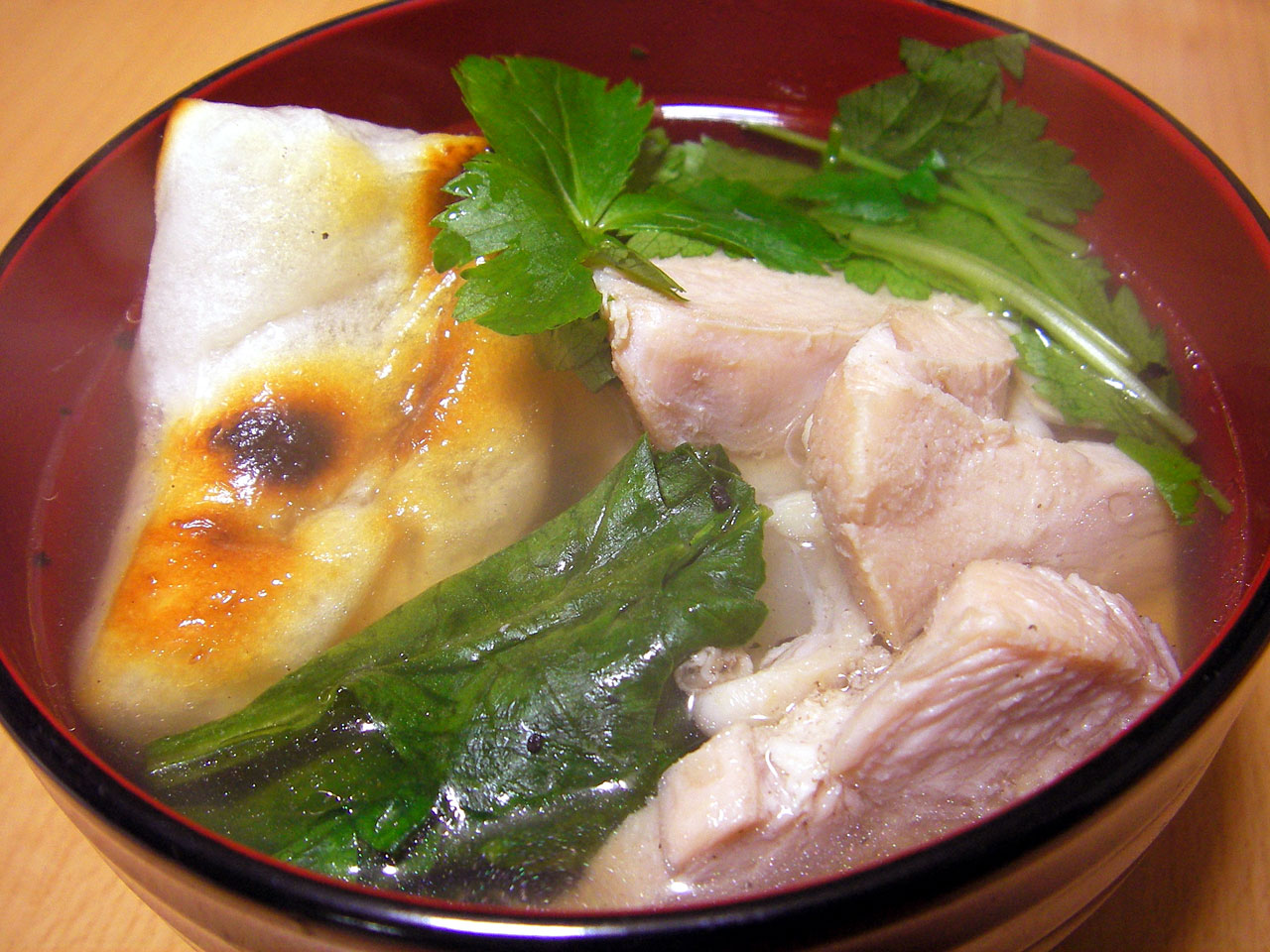
Sopa zōni

El zōni (雑煮?), llamado a menudo por la forma honorífica o-zōni, es una sopa japonesa que contiene mochi (pasteles de arroz glutinoso). El plato está fuertemente asociado con el año nuevo japonés y tradicionalmente forma parte del osechi.
Se dice que el zōni tiene sus raíces en la cocina de la sociedad samurái. Se cree que es un plato que se cocinaba durante las batallas de campo, cociendo juntos mochi, verduras y alimentos secos, entre otros ingredientes. También suele creerse que este plato, al principio exclusivo de los samuráis, terminó convirtiéndose en alimento básico de la gente común. El zōni se servía primero como parte de una cena completa (honzen-ryōri), y por ello se cree que fue un plato considerablemente importante para los samuráis.
Respecto a las formas de cocinar la sopa, diferentes regiones de Japón cuentan con muchas variantes, pero en la mayoría de los casos es una sopa clara (sumashi-jiru) condimentada con dashi (caldo hecho normalmente a partir de escamas de bonito) y salsa de soya, generalmente preferido en las regiones orientales del país, o una sopa de miso, generalmente preferida en las zonas occidentales.
Habitualmente el mochi se corta en rectángulos al este de Japón, mientras en el oeste se usa mochi normalmente redondo. En algunas regiones se usa sato-imo —taro— o tofu en lugar de mochi. Este tipo de zōni se halla en algunas islas o algunas regiones montañosas donde el arroz no se cultiva mucho.
Es frecuente añadir a la sopa carne (normalmente pollo, pescado o albóndigas), verduras de hoja (como el komatsuna o la espinaca), mitsuba (una hierba japonesa parecida al perejil), naruto u otros tipos de kamaboko y zanahoria rallada para dar color, y ralladura de piel de yuzu para dar aroma. A menudo se añaden especialidades regionales. A veces también se añade en la mesa una pizca de shichimi (‘chile de siete sabores’).